# Ilok
Ilok est une ville et une municipalité de Croatie, située dans le comitat de Vukovar-Syrmie. Au recensement de 2011, la ville comptait 5 072 habitants et la municipalité 6 767.
Ilok fait partie de la région géographique et historique de Syrmie. Située sur la colline de Fruška gora, surplombant le Danube, la ville abrite un monastère franciscain et le château d'Ilok (en), qui constitue une excursion d'une journée très prisée des touristes nationaux. Depuis 1945, elle est la localité située le plus à l'est de la Croatie formant un corridor géographique entouré par la Voïvodine.

## Nom
En croate, la ville est connue sous le nom de Ilok, en allemand Illok, en hongrois Újlak, en serbe Илок et en turc Uyluk. En hongrois, « Újlak » signifie « nouvelle habitation » ou « pavillon ».

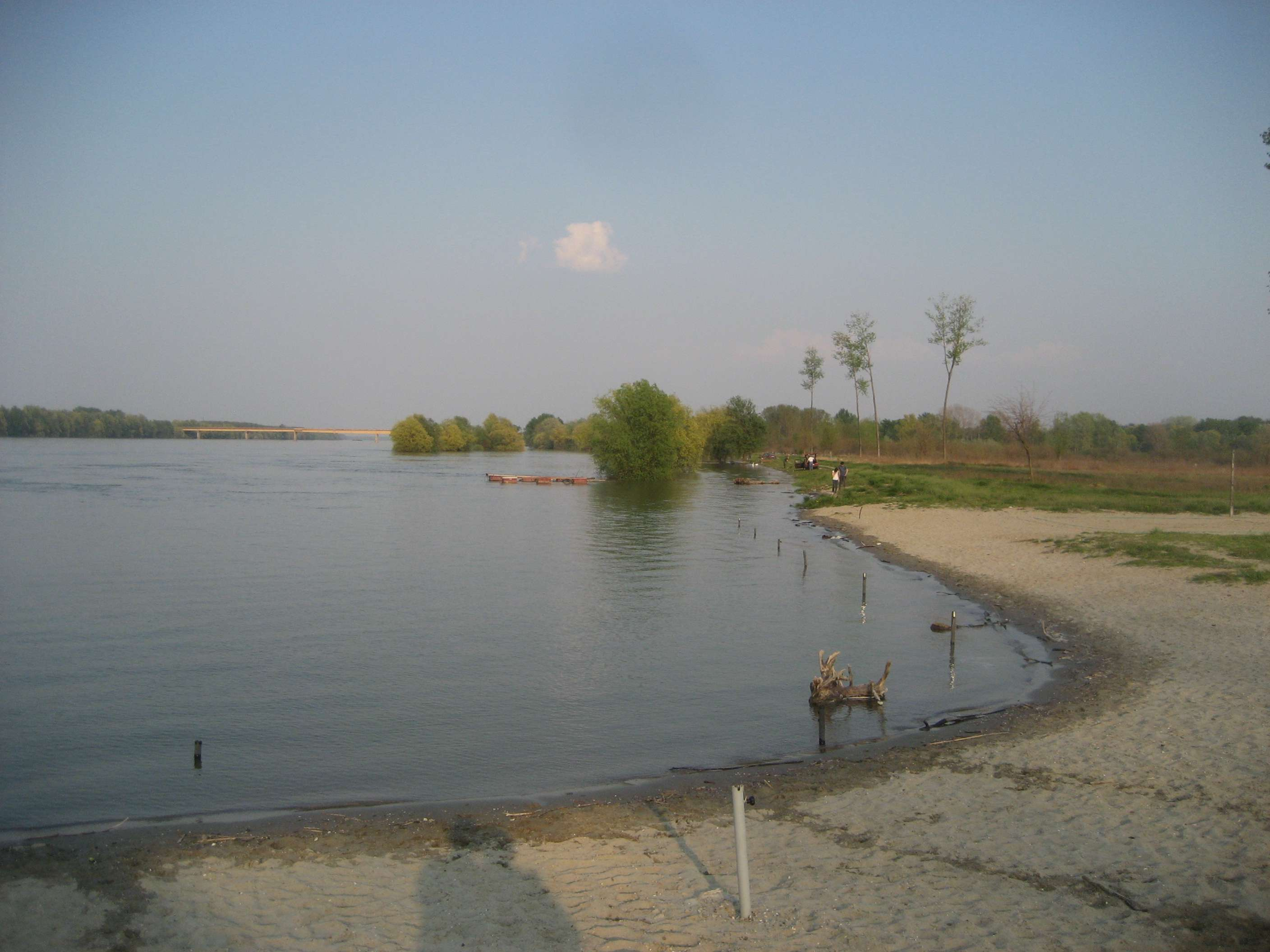
Le Danube près d'Ilok

## Histoire

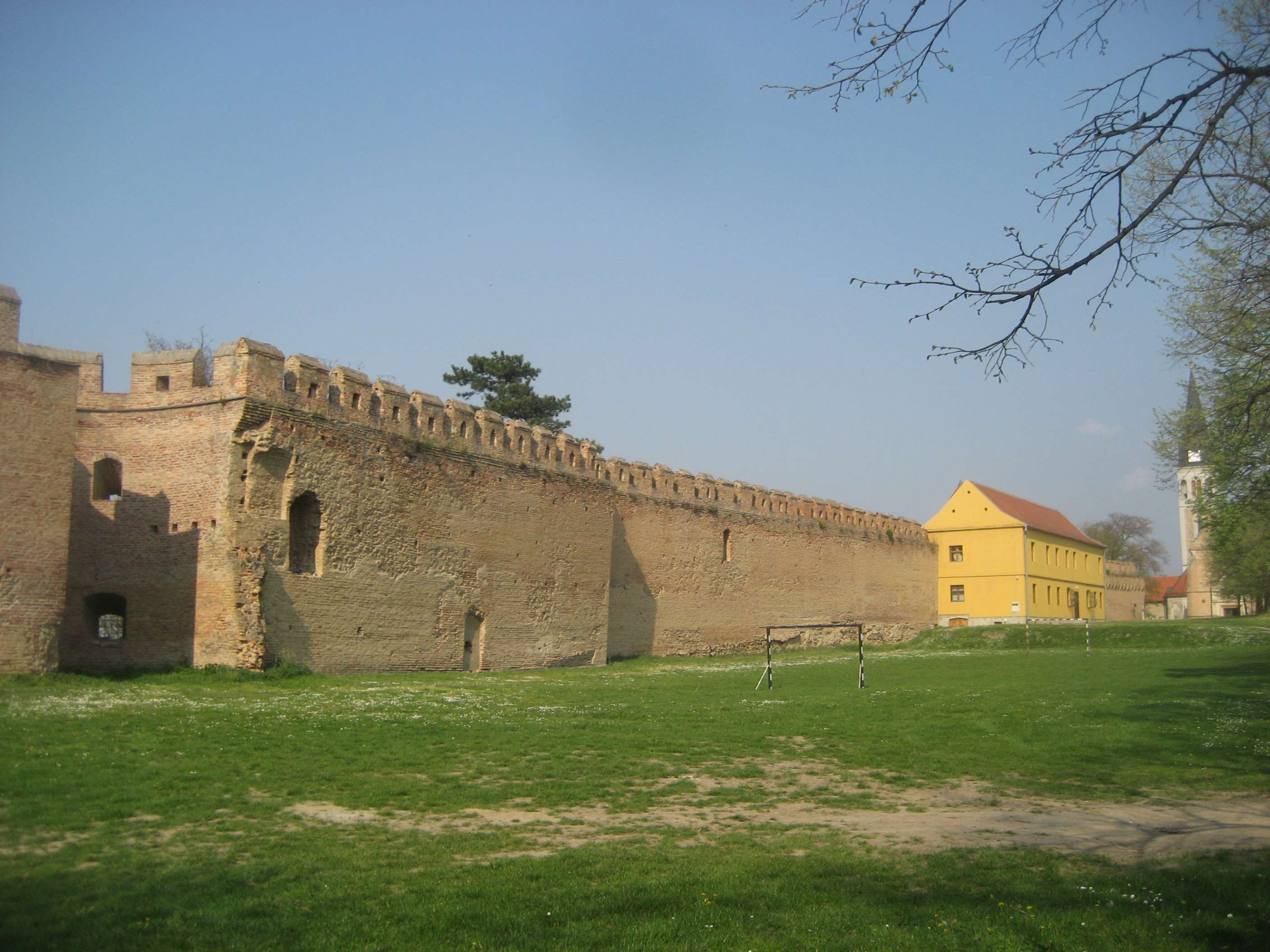
La forteresse d'Ilok

La région de l'actuelle Ilok est peuplée dès le Néolithique et l'âge du bronze. Un site archéologique scordique datant de la fin de la culture de La Tène est excavé dans les années 1970 et 1980 dans le cadre de fouilles de sauvetage dans l'est de la Croatie. Les Romains s'y installent aux Ier et IIe siècles et construisent Cuccium, la première fortification frontalière sur le Danube. Les Slaves s'y installent au VIe siècle. La région est ensuite gouvernée par l'Empire bulgare, avec une période de domination franque et croate sous Ljudevit Posavski, mais après cela, les Bulgares reviennent et restent dans la région jusqu'à ce qu'elle soit incluse dans le royaume de Hongrie médiéval.
Aux XIIe et XIIIe siècles, le bourg d'Ilok est mentionné dans des documents sous différents noms (Iwnlak, Vilak, Vylok, Wyhok, Wylak). À la fin du XIIIe siècle, les rois hongrois construisent le castrum de Vylak pour la puissante famille noble Csáky. Aux XIIIe et XIVe siècles, Ilok est une capitale de l'État médiéval semi-indépendant de Haute-Syrmie dirigé par Ugrin Csák (en).
Après 1354, la ville d'Ilok appartient à Nicolas et Paul Garay (en croate Gorjanski), puis à Nicholas Kont (en) d'Orahovica et à ses descendants, parmi lesquels son petit-fils Ladislas (en), son arrière-petit-fils Nicolas (en) et le dernier membre de la famille Újlaki (Iločki) - Laurent (en). Nicolas est le Ban de toute la Slavonie de 1457 à 1463, et son fils Laurent fut duc de Syrmie de 1477 à 1524. La ville est le lieu où est décédé saint Jean de Capistran (1456).
En 1526, la ville passe sous domination ottomane. À cette époque, elle est principalement peuplée de musulmans. En 1566-1569, Ilok compte 238 maisons musulmanes et 27 maisons chrétiennes. En 1572, elle compte 386 maisons musulmanes et 18 maisons chrétiennes. En 1669, la population d'Ilok compte 1 160 maisons et la ville possède deux mosquées. C'est le centre du kaza dans le Sandjak de Syrmie (en). L'armée des Habsbourg occupe Ilok pour la première fois en 1688, mais les Ottomans la reprennent en 1690. En 1697, l'armée des Habsbourg reprend définitivement Ilok aux Ottomans et la population musulmane s'enfuit. La ville a été donnée en 1697 à la famille Odescalchi, en remerciement de l'aide apportée par le pape Innocent XI (Odescalchi) à la reconquête de la région sur l'empire ottoman après le siège de Vienne (1683) et la prise de Buda (1686).
Du traité de Karlowitz (1699) jusqu'en 1918, la ville (nommée Illok) fait partie de la monarchie autrichienne (empire d'Autriche). Sous le règne des Habsbourg, Ilok appartient au royaume de Slavonie, une province habsbourgeoise qui appartient à la fois au royaume de Croatie et au royaume de Hongrie. Entre 1849 et 1868, le royaume de Slavonie est une province des Habsbourg complètement séparée. Après le compromis de 1867, la Syrmie (partie au sud de la Drave) est intégrée au royaume de Croatie-Slavonie en Transleithanie, dépendante du royaume de Hongrie. À la fin du XIXe siècle et au début du XXe siècle, Ilok est la capitale de district du comitat de Syrmie, dans le royaume de Croatie-Slavonie.
En 1918, Ilok fait d'abord partie de l'État des Slovènes, Croates et Serbes, puis du royaume des Serbes, Croates et Slovènes (rebaptisé royaume de Yougoslavie en 1929). De 1929 à 1939, Ilok fait partie de la banovine du Danube et, de 1939 à 1941, de la banovine de Croatie au sein du royaume de Yougoslavie. Entre 1941 et 1944, pendant l'occupation de la Yougoslavie par l'Axe, elle appartient à l'État indépendant de Croatie. À partir de 1945, elle fait partie de la république populaire de Croatie au sein de la Yougoslavie socialiste.
Le 17 octobre 1991, au début de la guerre d’indépendance croate, les non-Serbes fuient alors que l'Armée populaire yougoslave, dirigée par des paramilitaires serbes, occupe la région, mais l'épargne de la destruction en raison de son encerclement et de son occupation rapides. Entre 1991 et 1995, Ilok fait partie de la république serbe de Krajina. La région est réintégrée pacifiquement à la Croatie en 1998.
Ilok est une municipalité sous-développée, statistiquement classée en tant que Zone de préoccupation spéciale de l'État de première catégorie (en) par le gouvernement de Croatie.

## Démographie
Selon le recensement de 2021, la ville proprement dite compte 3 928 habitants, et l'ensemble de la municipalité d'Ilok en compte 5 147. Avant le recensement de 2001, la ville est considérée comme faisant partie de l'ancienne municipalité de Vukovar. Avec la question prononcée du déclin de la population dans l'est de la Croatie causée par son vieillissement, les effets de la guerre d'indépendance croate et l'émigration après l'adhésion de la Croatie à l'Union européenne, la population de la ville et des trois localités suburbaines au moment du recensement de 2021 a chuté à 5 045 habitants par rapport à la population de 2011 qui était de 6 767 habitants.
| Population par communes | 1991  | 2001  | 2011  |
| ----------------------- | ----- | ----- | ----- |
| Bapska                  | 1 624 | 1 313 | 928   |
| Ilok                    | 6 775 | 5 897 | 5 072 |
| Mohovo                  | 344   | 303   | 239   |
| Šarengrad               | 1 005 | 838   | 528   |
| Total                   | 9 748 | 8 351 | 6 767 |

| Population par ethnie | 1991            | 2001            | 2011            |
| --------------------- | --------------- | --------------- | --------------- |
| Croates               | 6 848 (70,25 %) | 6 425 (76,94 %) | 5 189 (76,68 %) |
| Slovaques             | 1 192 (12,22 %) | 1 044 (12,50 %) | 935 (13,82 %)   |
| Serbes                | 680 (6,97 %)    | 566 (6,78 %)    | 439 (6,49 %)    |
| Hongrois              | 115 (1,17 %)    | 98 (1,17 %)     | 78 (1,15 %)     |
| autres                | 913 (9,36 %)    | 218 (2,61 %)    | 126 (1,86 %)    |
| Total                 | 9 748           | 8 351           | 6 767           |

### Ville

#### Évolution historique de la population dans la ville
| 1857  | 1869  | 1880  | 1890  | 1900  | 1910  | 1921  | 1931  | 1948  |
| ----- | ----- | ----- | ----- | ----- | ----- | ----- | ----- | ----- |
| 3 110 | 3 776 | 3 489 | 4 288 | 4 387 | 4 856 | 5 475 | 5 809 | 5 361 |

| 1953  | 1961  | 1971  | 1981  | 1991  | 2002  | 2011  | - | - |
| ----- | ----- | ----- | ----- | ----- | ----- | ----- | - | - |
| 5 696 | 6 193 | 6 683 | 6 700 | 6 775 | 5 897 | 5 072 | - | - |

|  |

### Recensement de 2011
| Ilok |
| --- |
| Population par ethnie |
| total : 6 767 - Croates 5 189 (76,68 %) - Slovaques 935 (13,82 %) - Serbes 439 (6,49 %) - Hongrois 78 (1,15 %) - Ruthènes 19 (0,28 %) - Macédoniens 14 (0,21 %) - Allemands 12 (0,18 %) - Albanais 10 (0,15 %) - Monténégrins 3 (0,04 %) - Bosniaques 2 (0,03 %) - Slovènes 2 (0.03%) - Tchèques 1 (0.01%) - Roms 1 (0.01%) - religion déclarée 5 (0.07%) - affiliation régionale 1 (0.01%) - autres 5 (0.07%) - non déclaré 36 (0.53%) - non classé 2 (0.03%) - inconnu 13 (0.19%) |

### Slovaques d'Ilok
Ilok est l'un des centres de la vie culturelle de la communauté slovaque de Croatie. La communauté slovaque d'Ilok est étroitement liée aux Slovaques de Serbie (en), où il existe des communautés slovaques et des villages à majorité slovaque juste de l'autre côté de la frontière, la langue slovaque est l'une des langues officielles de la Voïvodine.
Lorsque les Slovaques évangéliques ont obtenu le droit de s'installer et d'acheter des biens dans le royaume de Slavonie en 1859, des colons slovaques de l'autre côté du Danube, originaires de Bačka, ont commencé à s'installer en Syrmie. L'Église évangélique slovaque de la confession d'Augsbourg établit la paroisse locale d'Ilok en 1864 avec un bâtiment servant de lieu de culte, d'école et d'appartement pour l'enseignant. L'école évangélique slovaque, qui a existé jusqu'en 1896, était à l'époque l'une des quatre écoles confessionnelles de la ville, avec l'école catholique croate, l'école orthodoxe serbe et l'école israélite juive. L'enseignement scolaire public à Ilok est rétabli en 1922 après la création du royaume des Serbes, Croates et Slovènes et l'école publique slovaque poursuit son travail jusqu'en 1957. La première association culturelle slovaque est créée par des étudiants du Gymnasium local en 1925 qui, la même année, ont rejoint l'Association des académiciens tchécoslovaques en Yougoslavie. La Société de lecture slovaque est créée en 1928 et conserve ce nom jusqu'en 1951, date à laquelle elle change de nom pour devenir l'Association culturelle et éducative slovaque Ľudovít Štúr.
La branche slovaque de l'Union nationale des Tchèques et des Slovaques est créée à Ilok en 1981 et la vie culturelle slovaque se poursuit même pendant la guerre d'indépendance croate. Après la fin de l'Administration transitoire des Nations unies pour la Slavonie orientale, la Baranya et la Syrmie occidentale, l'Association culturelle et éducative slovaque Ľudovít Štúr rejoint l'Union des Slovaques de Croatie, tandis que la Matica slovenská locale est créée le 18 décembre 1997. Au cours de cette période, la communauté slovaque exerce le droit d'organiser l'enseignement de la langue slovaque pour les quatre premières classes jusqu'à l'année scolaire 2002-2003, après quoi seuls des cours facultatifs de slovaque sont proposés. En 2014, la communauté locale commémore les 140 ans d'existence de l'église évangélique slovaque d'Ilok.

## Localités
La municipalité d'Ilok compte 4 localités :
- Bapska
- Ilok
- Mohovo
- Šarengrad

## Politique
Le maire d'Ilok est Miroslav Janić ; né en 1961 à Bapska, il est membre de l'Union démocratique croate (HDZ).

## Architecture et curiosités
- la forteresse d'Ilok (XIIIe siècle)
- l'église Saint-Jean-de-Capistran
- le monastère franciscain
- un turbe ottman
- un hammam ottoman

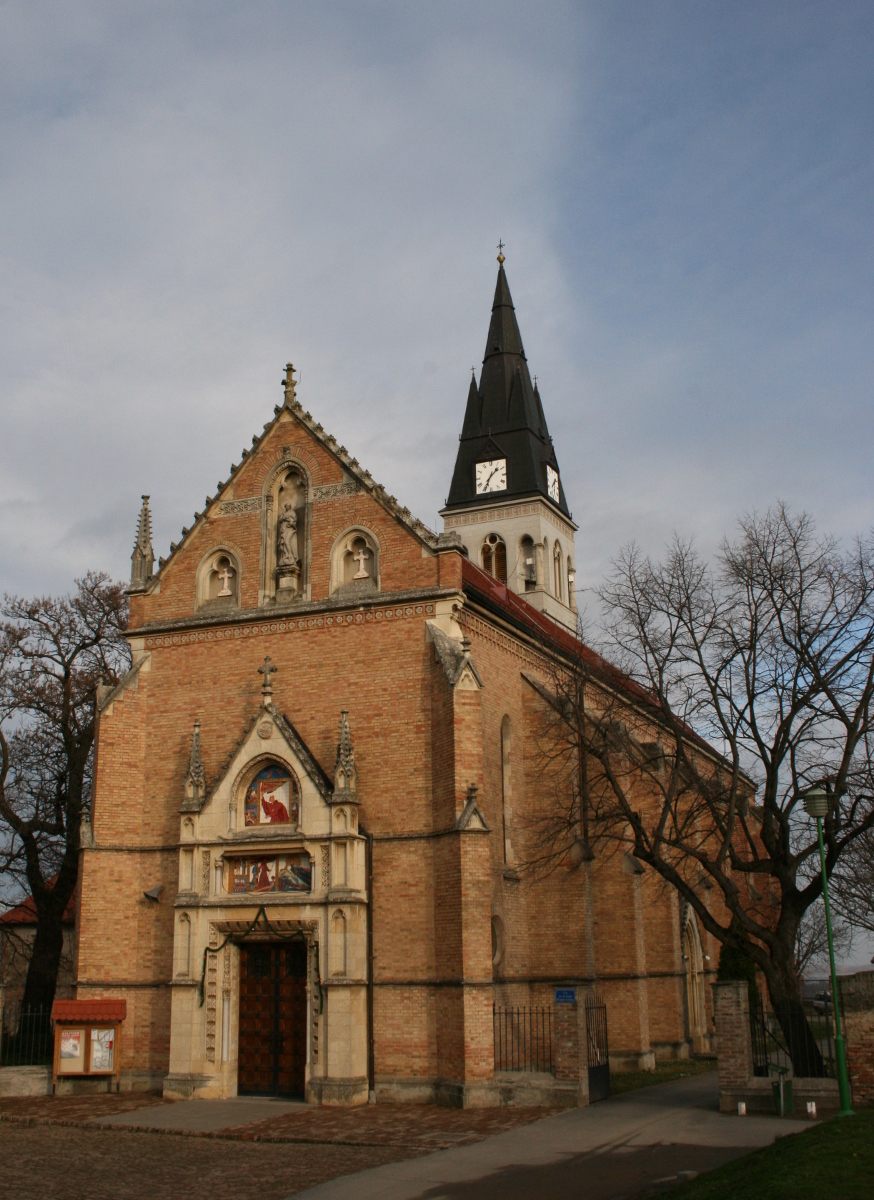
L'église Saint-Jean-de-Capistran

- le palais de la famille Odescalchi
- le Stari park (XVIIIe siècle), avec ses arbres rares
- les souterrains d'Ilok (XVe siècle)
- l'école d'agriculture (1898)
- le bâtiment du tribunal de district

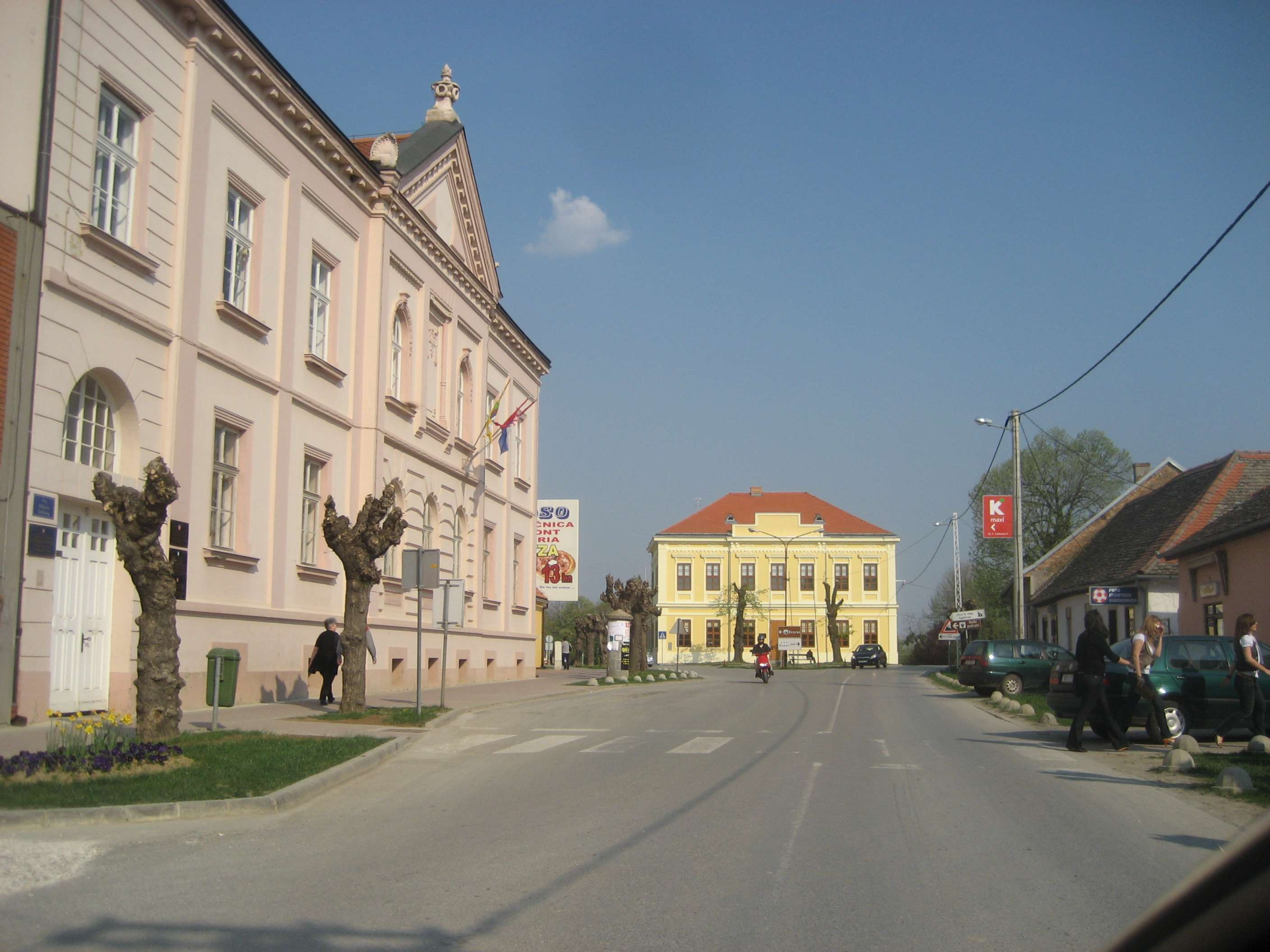
Le centre d'Ilok

## Galerie

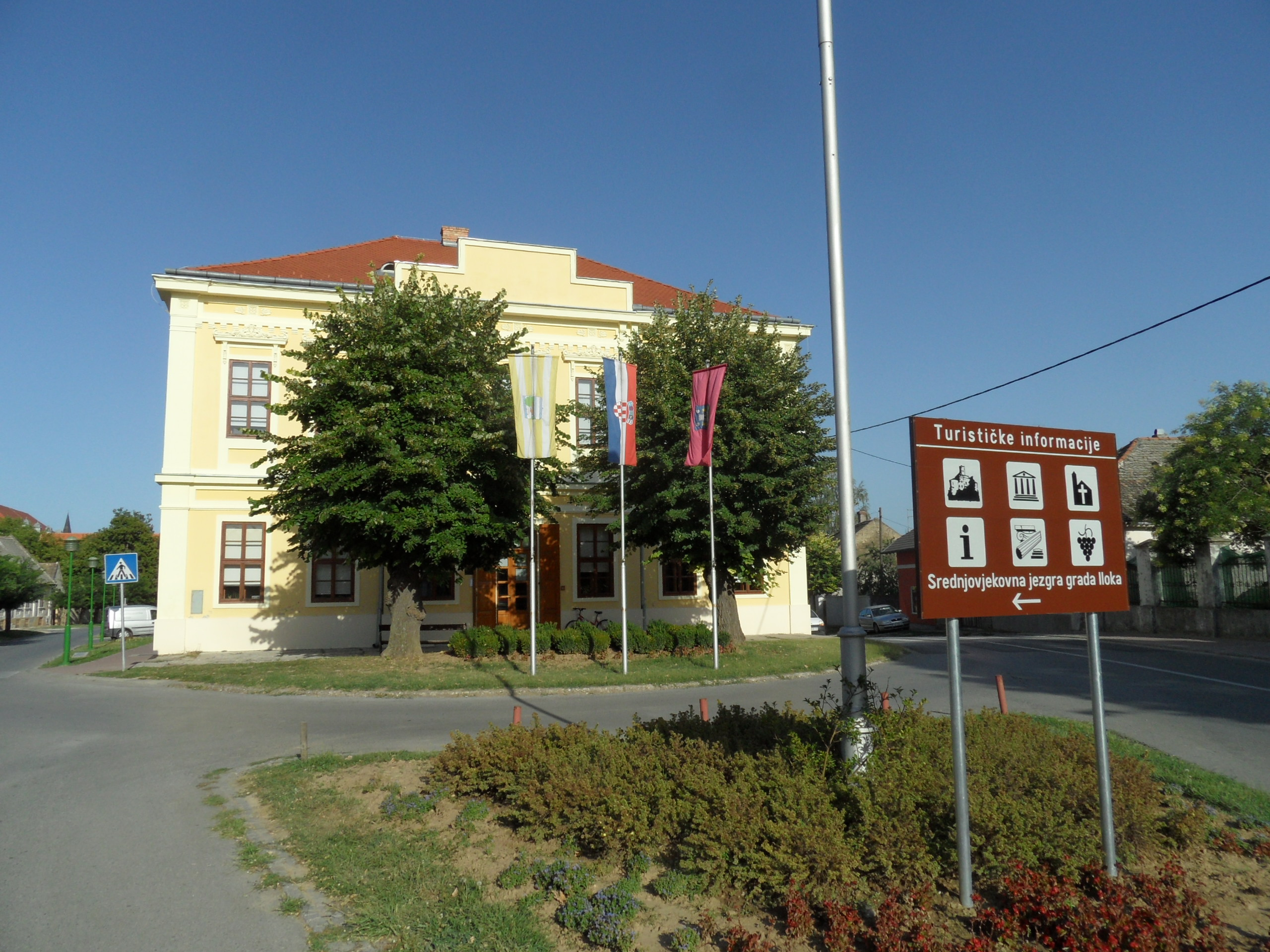
Bibliothèque d'Ilok
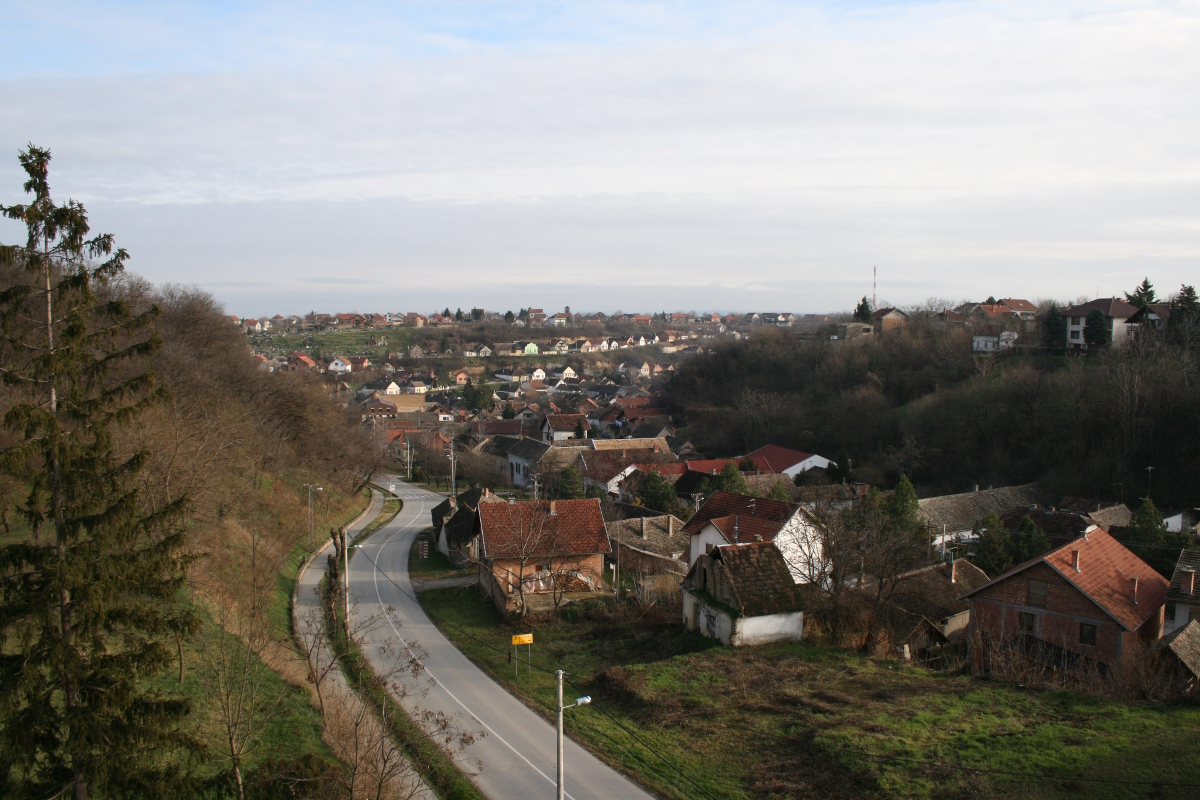
Vue de la ville depuis le château
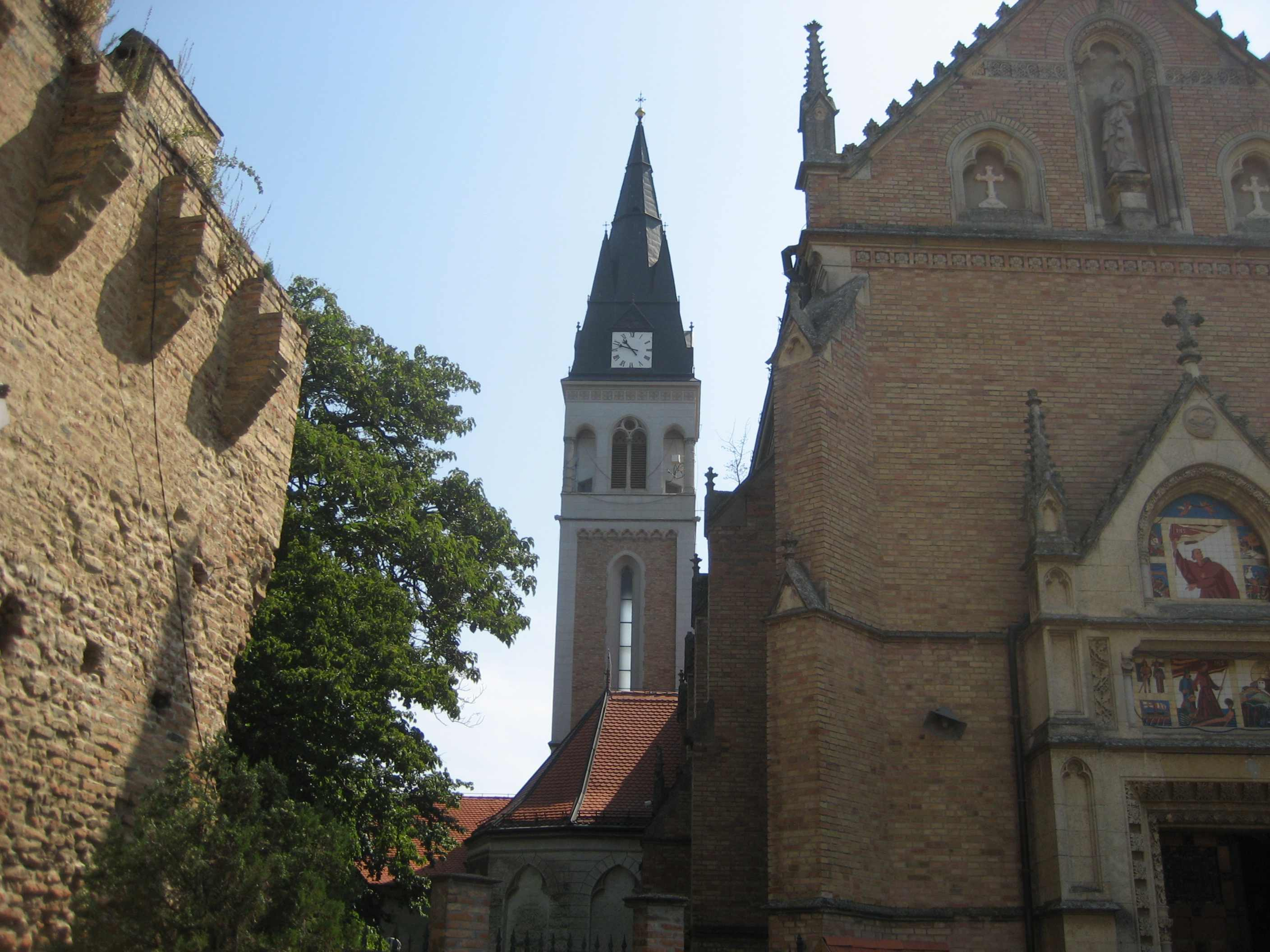
Église Saint-Jean-de-Capistran
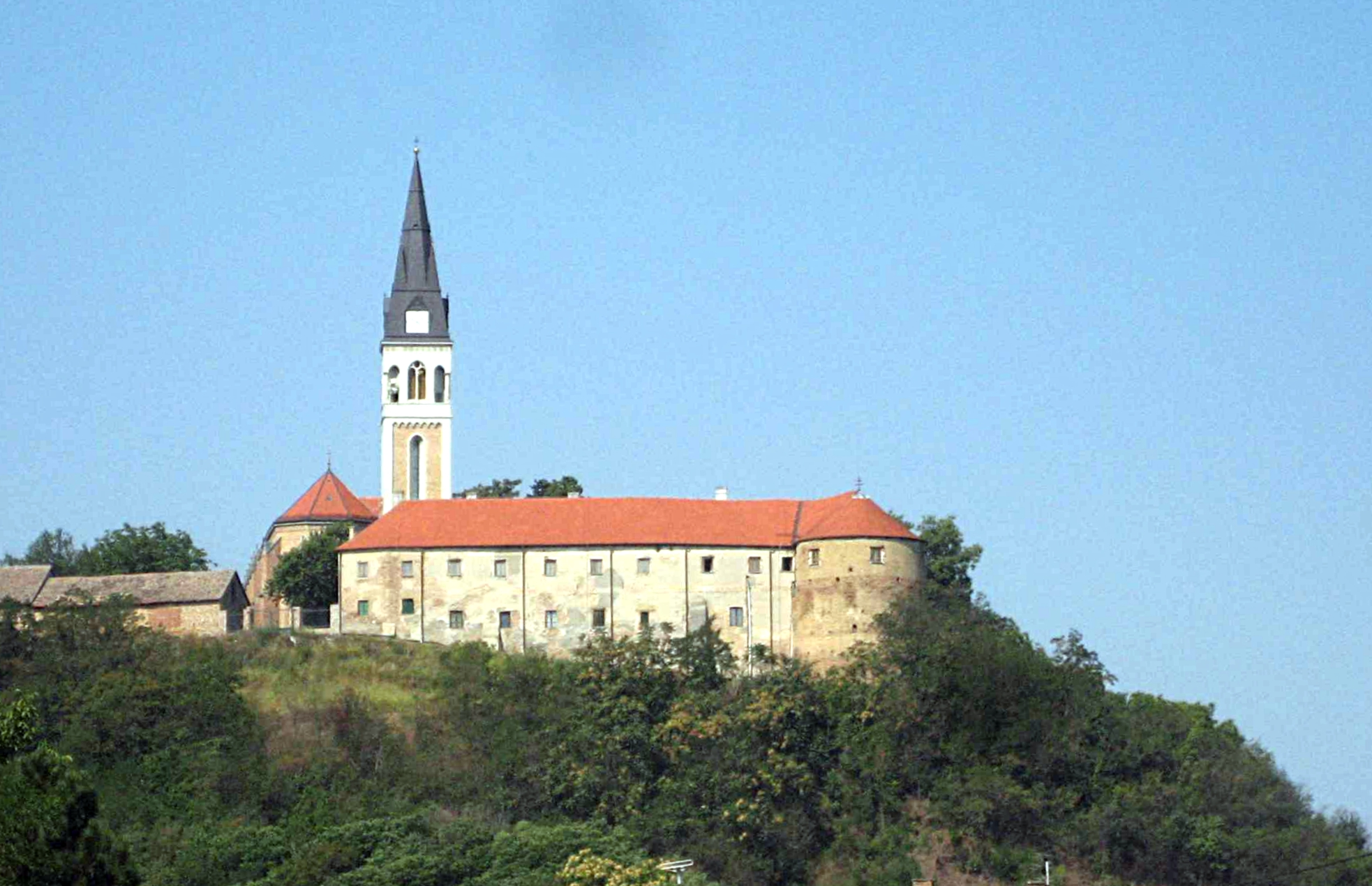
Vue de la ville et du monastère franciscain
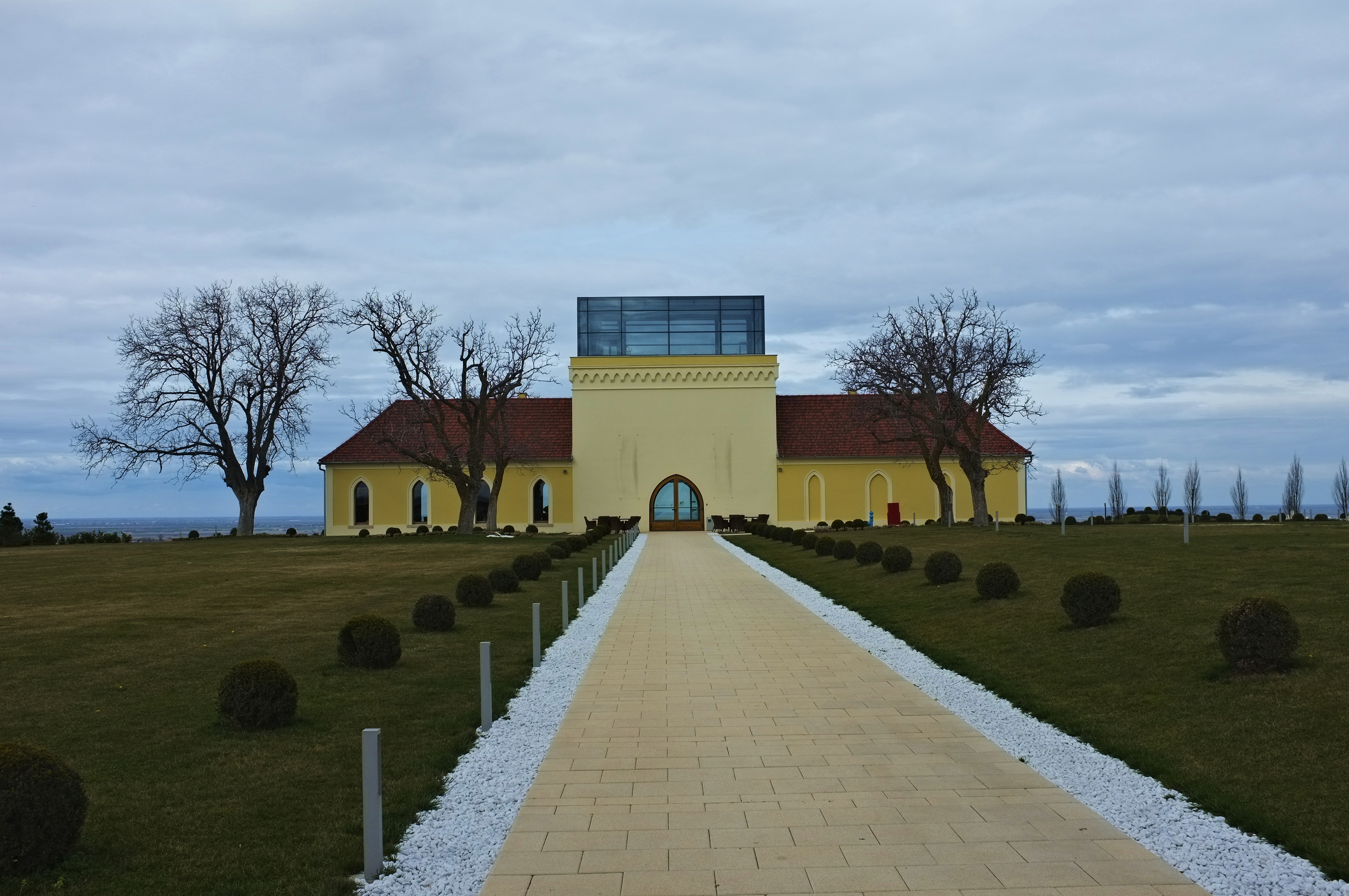
Domaine de Principovac
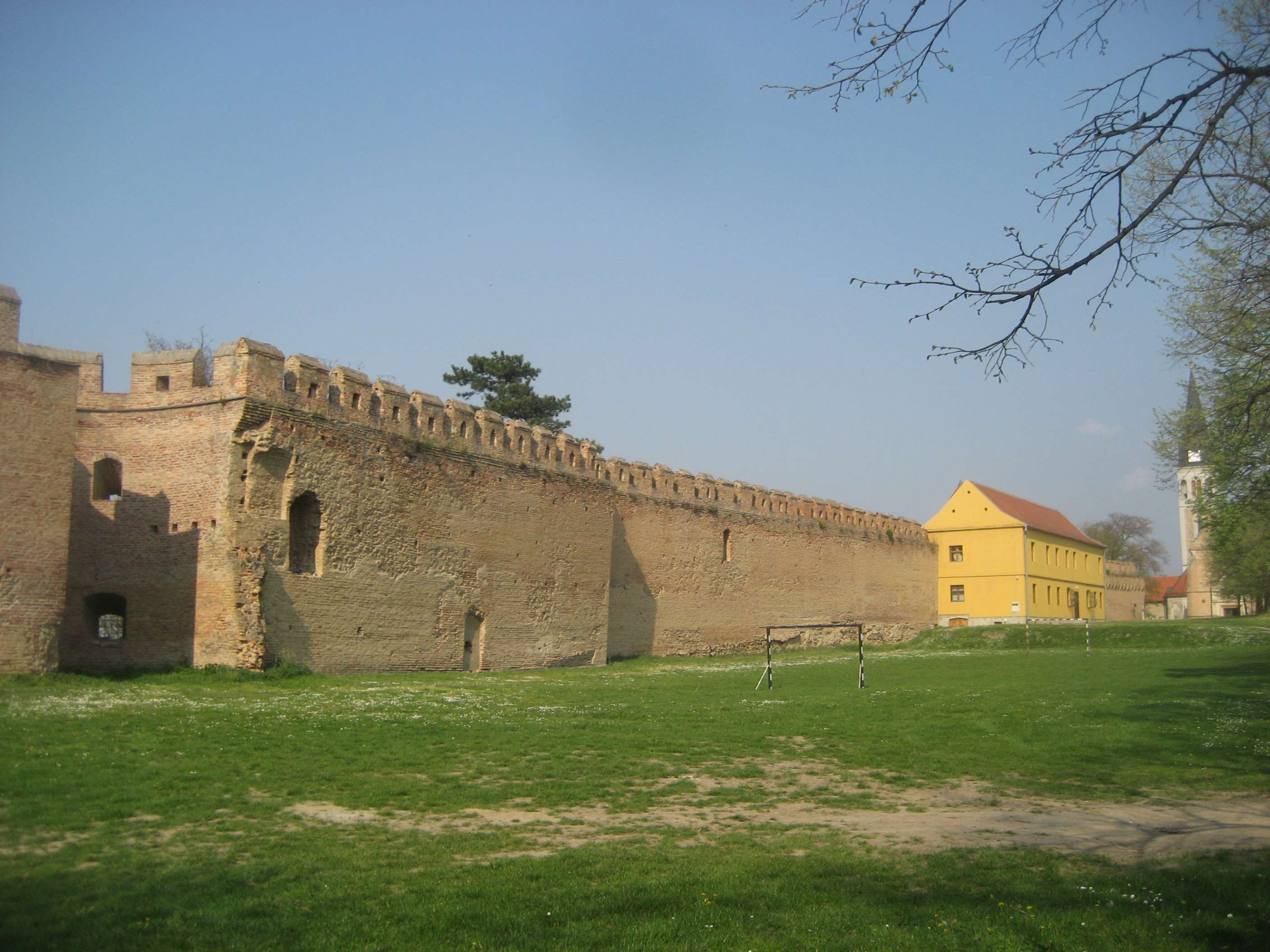
Murs du château
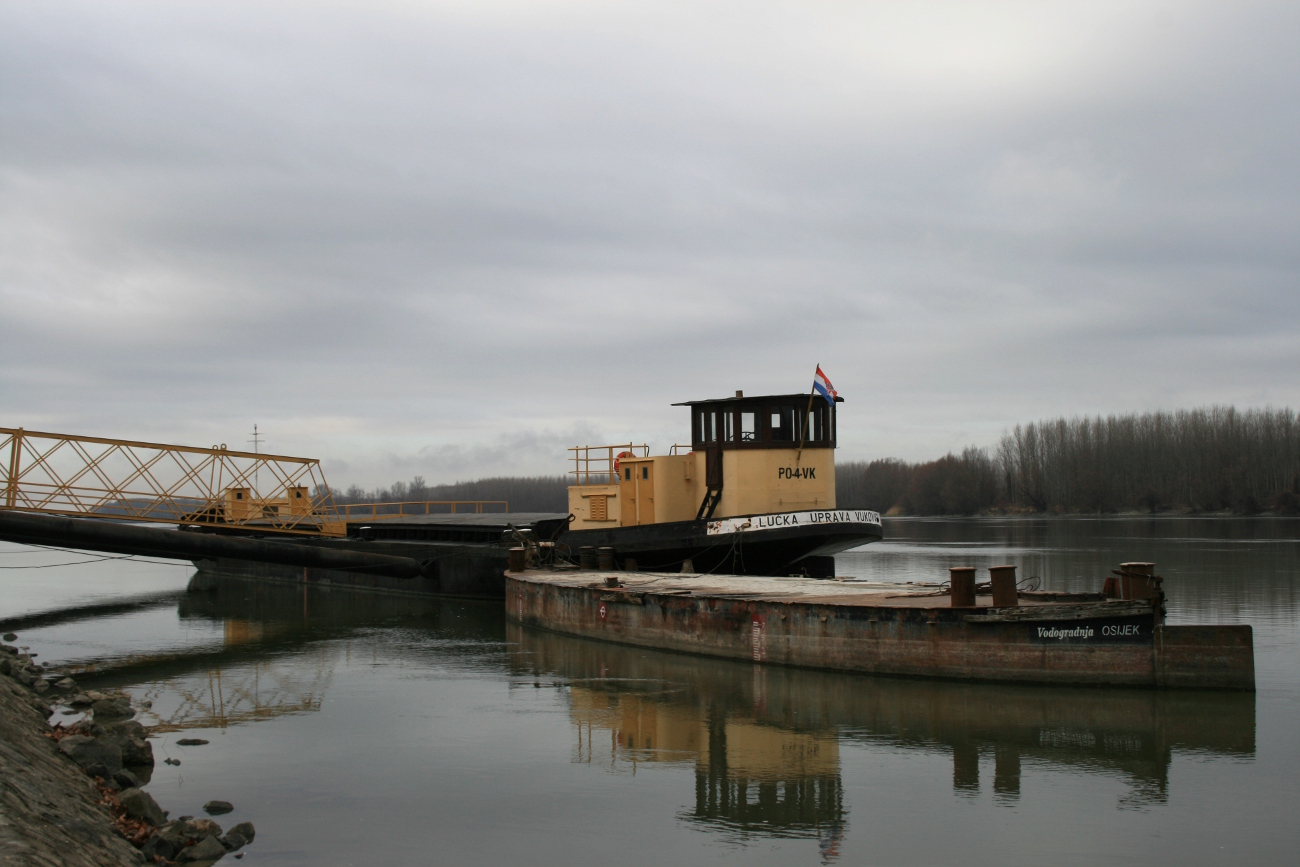
Ferry sur le Danube
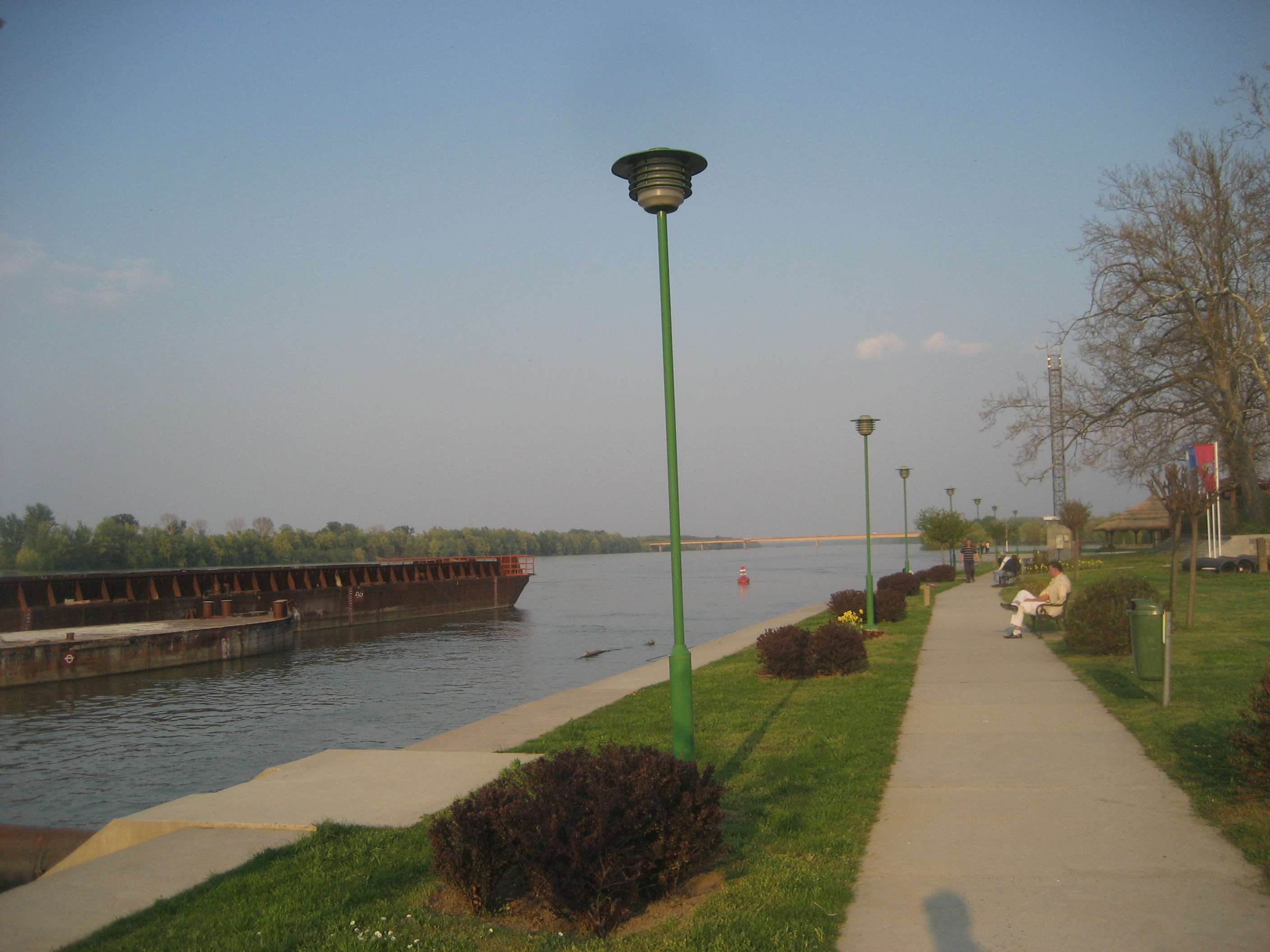
Promenade au bord de l'eau
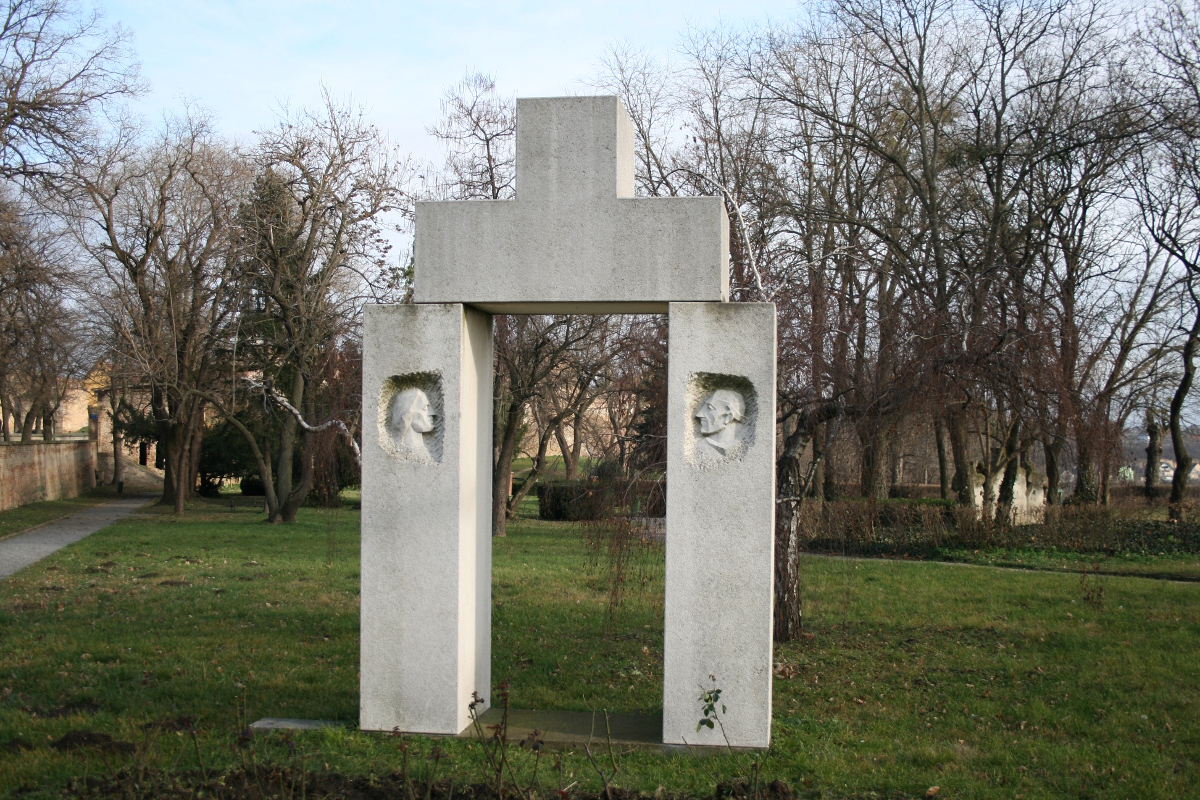
Mémorial
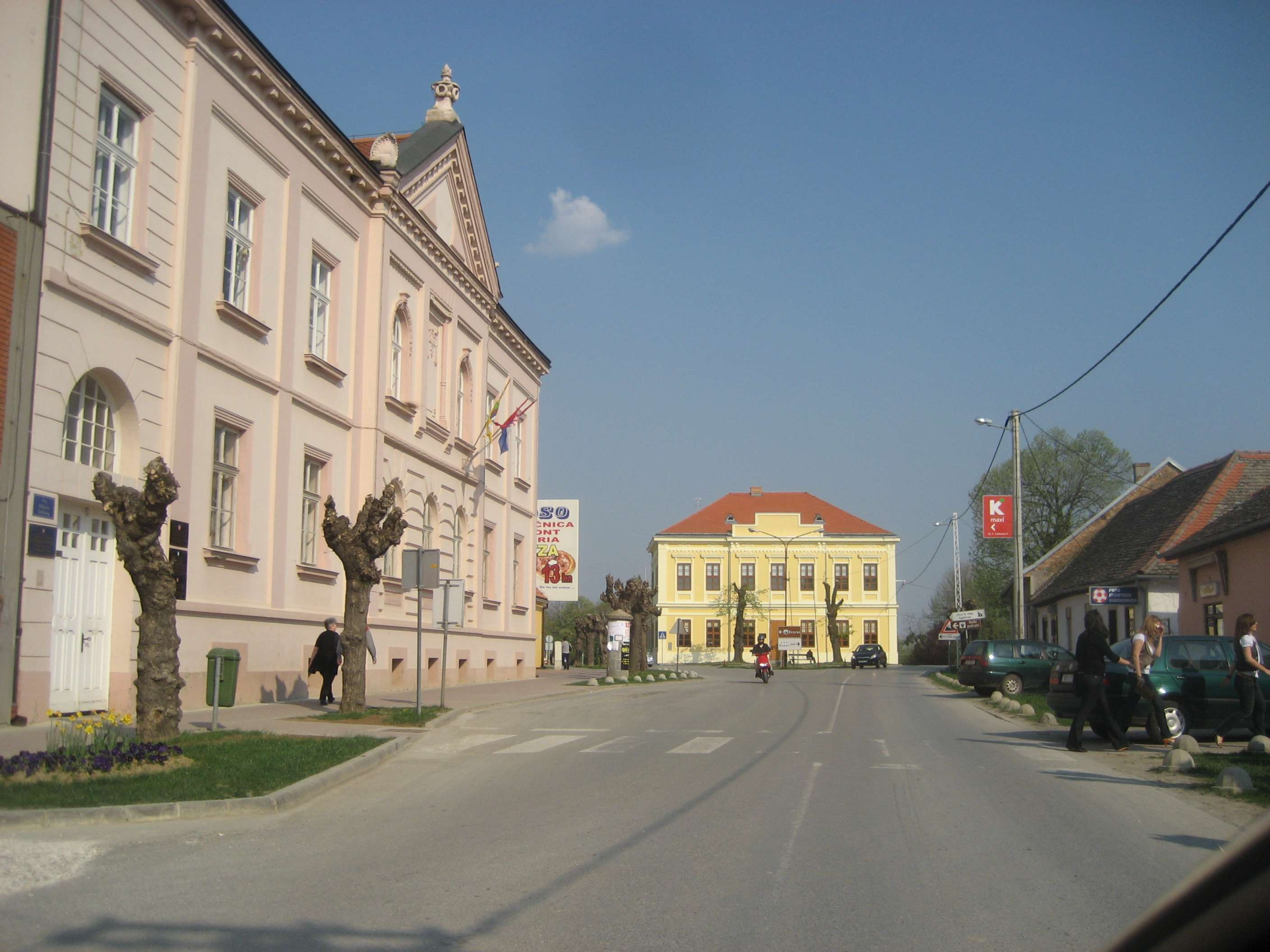
Centre d'Ilok avec la mairie à gauche et la bibliothèque au centre